# 王毅軍
王毅軍（1926年5月17日—？），台灣男子籃球運動員。出生於中華民國山東省青島市，曾就讀济南私立正谊中学，1949年進入輜重兵隊，同年在香港進行訪問比賽之後輾轉到臺灣，1951年加入克難隊，1959年褪下球衣，先後執教憲光隊與飛駝隊。曾代表中華民國參加1956年夏季奧林匹克運動會等國際賽事。

## 外部連結
- 王毅軍在fiba.basketball（英语）
- 王毅軍在fiba.basketball（英语）
- 王毅軍在archive.fiba.com（存檔）（英语）
- 王毅軍在Proballers（英语）
- 王毅軍在Olympedia（英语）